# 大牟田爆発赤痢事件
大牟田爆発赤痢事件（おおむたばくはつせきりじけん）とは、1937年（昭和12年）9月25日に福岡県大牟田市内で発生した集団赤痢感染事件である。通称『爆発赤痢』。

## 事件の概要
1937年（昭和12年）9月25日の夕方頃から大牟田市内において、多数の人々が高熱や嘔吐、痙攣を起こして次々に倒れる事件が発生。市内の各病院では大勢の患者の対応に追われる一方、翌26日には死亡者が現れ始める。当時の大牟田市の人口が11万人に対し、10月までの患者数は7800人から12332人、死者は712人と、市民の1割以上の人が罹患する大惨事となる。
内務省や陸軍省、福岡県、大牟田市、さらに九州帝国大学（現九州大学）、長崎医科大学（現長崎大学医学部）、熊本医科大学（現熊本大学医学部）など様々な機関による調査の結果、原因は上水道の貯水井戸・第三源井を管理していた番人一家の幼児（赤痢菌の保菌者）のおむつを洗濯した汚水が井戸の破損箇所から浸入したことが原因と断定。当時大牟田市水道課長であった塚本久光は、市長・助役とともに引責辞任した。
のちに厚生省（現厚生労働省）は、水道汚染による伝染病集団発生の代表例として、世界史上例のない集団赤痢事件としてまとめている。

## 調査結果に対する疑問

### 水道課長塚本久光による調査
前記の通り、内務省によって原因が断定された。これに対して水道課長だった塚本久光は当初から「水道汚染説」を批判していたが、死後に水道局内で発見された資料により、以下の多くの疑問が挙げられている。
- 疫痢（赤痢の一種）の症状に似ているが、疫痢ではない。
- 大牟田市水道課によって水質調査、細菌培養試験が行なわれたが、赤痢菌を発見できなかった（このことは当時の新聞にも記載されている[3]）。
- 事故発生の年の春に第三源井は改修され、貯水井戸を経由しない取水路に変更されていた。
- 第三源井を常用している水道課員とその家族、さらには周辺住民数百人から一人の患者も出ていなかった（水道汚染説の決め手となったのは水源井戸の番人の幼児（当時1歳）のおむつの洗濯とされているが、当の幼児は赤痢ではなく消化不良だった。そのことは担当医の診断書、カルテに記載されている）。
- 9月21～25日の間に三池港に寄港し給水を受けた9隻の船に塚本が電報を打ち乗組員の状況を確認したところ、全部の船から「異常なし」との返事が届いた。
- 水道水を飲用した全家庭から患者が発生したわけではなく、三井三池染料工業所周辺の住宅街に患者が集中している。

### 事件当日の三井三池染料工業所における爆発事故
また当時の新聞記事や調査において、
- 三井三池染料工業所（現三井化学）において、事件発生当日の午後6時と26日午前0時20分の2度にわたり爆発事故があったこと
- 2度目の爆発では市消防組が消火に駆けつけたが会社は消防組の入所を拒否したこと
- 患者はまず咽喉を侵されたこと（赤痢ならば咽喉がやられることはない）
- 市内で人々が次々と倒れた時間帯と工場で爆発事故があった時刻が符合すること

などが分かっている。
当時の時代背景として、2ヶ月前には盧溝橋事件が勃発して戦下の色が濃くなってきており、事実この工業所では枯葉剤、合成染料など軍需製品の製造を行なっていた。このため、軍と三井が工業所内で秘密裡に赤痢爆弾を製造しており、それが間違って爆発したのではないかとする説がある。

しかし、仮にクシャミ性毒ガスの製造工程で爆発事故があったことが原因としても、住民の便から赤痢菌が検出されており、また調査に参加した各大学が患者の便から検出した赤痢菌がそれぞれ異なった種類であったことが分かっており、疑問が呈されている。

## 国会での追及
1971年（昭和46年）5月の衆議院内閣委員会において、楢崎弥之助議員が事件について取り上げている。また、1973年には黒柳明議員から、 1974年には内田善利議員から事件に関する質問主意書が提出されている。

## 参考資料
- 塚本唯義(著)、『大牟田爆発赤痢事件の真相』(1972)
- 大山巌(著)、『昭和史を歩く』(文献出版 1987)
- 塚本唯義(著)、『大牟田爆発赤痢事件』(1988)
- 大牟田「（いわゆる）爆発赤痢」研究会(著)、『大牟田市に起こった『爆発赤痢』のナゾに迫る 』(2005)
- 大牟田「（いわゆる）爆発赤痢」研究会(著)、『大牟田市に起こった『爆発赤痢』のナゾに迫る ２ 』(2007)